# Bailliage de Bellegarde
1503–1798
Entités précédentes :
- Seigneurie de Bellegarde

1249–1503
Entités précédentes :
- Seigneurie de Corbières

Entités suivantes :
- Bailliage de Bellegarde

Le bailliage de Bellegarde est un bailliage situé dans l'actuel canton de Fribourg. Il est créé en 1503 et disparaît en 1798. Il succède à la seigneurie de Bellegarde, créée en 1249 par scission de la seigneurie de Corbières.

## Seigneurie

### Histoire
La seigneurie est créée en 1249 lors du partage de la seigneurie de Corbières. Elle est composée de l'actuelle commune de Jaun ou Bellegarde.

### Liste des seigneurs
- 1249-? : Richard de Corbières ;

## Bailliage

### Histoire
Le bailliage est créé en 1503.

### Liste des baillis
- 1511-1514 : Ulli Schneuwly[1] ;
- 1518-1521 : Ulli Schneuwly[1] ;
- 1521-1524 : Lorentz Brandenburg[2] ;
- 1527-1530 : Jean Lanther[3] ;
- 1530-1533 : Ulrich Nix[4] ;
- 1545-1548 : François Gribolet[5] ;
- 1579-1584 : Nicolas Pavillard
- 1584-1589 : Guillaume Curbré
- 1589-1592 : Guillaume Brückler
- 1592-1597 : Pierre Spreng
- 1597-1602 : Jacques Stutz
- 1602-1607 : Jean Cuentzis[6]
- 1627-1632 : Guillaume d'Appenthel[7] ;
- 1632-1637 : Martin Guidola
- 1637-1642 : Georges Zumholz
- 1642-1647 : Guillaume Bidermann
- 1647-1652 : Jean Huguenod[6]

### Articles
- Jean-François Steiert / WW, « Bellegarde » dans le Dictionnaire historique de la Suisse en ligne, version du 15 décembre 2008.
- N. Peissard, «Hist. de la seigneurie et du bailliage de Corbières», in ASHF, 9, 1911